# Cheilanthes corsica
Cheilanthes corsica là một loài dương xỉ trong họ Pteridaceae. Loài này được Reichst. & Vida mô tả khoa học đầu tiên năm 1973.
Danh pháp khoa học của loài này chưa được làm sáng tỏ. 